# XI koncert fortepianowy (KV 413)
XI Koncert fortepianowy F-dur - 11 Koncert na fortepian z towarzyszeniem orkiestry, jaki stworzył Wolfgang Amadeus Mozart. Skomponowany w latach 1782]-1783 roku w Wiedniu. I koncert fortepianowy napisany przez Mozarta w Wiedniu.
Jego części:
1. Allegro (około 9 minut)
2. Andante (około 8 minut)
3. Tempo di Menuetto (około 5 minut)